# Chelobasis aemulus
Chelobasis aemulus là một loài bọ cánh cứng trong họ Chrysomelidae. Loài này được Waterhouse miêu tả khoa học năm 1881.